# Abacetus delkeskampi
Abacetus delkeskampi es una especie de escarabajo terrestre de la subfamilia Pterostichinae.  Fue descrito por Straneo en 1957. 